# Final da Copa do Mundo FIFA de 1978
A Final da Copa do Mundo FIFA de 1978 foi uma partida de futebol disputada em 25 de Junho no Estádio Monumental de Núñez, em Buenos Aires, para determinar o vencedor da Copa do Mundo FIFA de 1978, entre os anfitriões Argentina e a Holanda. A Argentina venceu por 3–1 após prolongamento. Mario Kempes, que terminou como o artilheiro do torneio, foi eleito o melhor em campo. A Holanda perdeu a sua segunda final de Copa do Mundo consecutiva, ambas as vezes para o país anfitrião, depois de perder para a Alemanha Ocidental em 1974 .

## Caminho até a final
| Team      | J | V | E | D | GM | GS | SG | Pts |
| --------- | - | - | - | - | -- | -- | -- | --- |
| Itália    | 3 | 3 | 0 | 0 | 6  | 2  | +4 | 6   |
| Argentina | 3 | 2 | 0 | 1 | 4  | 3  | +1 | 4   |
| França    | 3 | 1 | 0 | 2 | 5  | 5  | 0  | 2   |
| Hungria   | 3 | 0 | 0 | 3 | 3  | 8  | −5 | 0   |

| Team          | J | V | E | D | GM | GS | SG | Pts |
| ------------- | - | - | - | - | -- | -- | -- | --- |
| Peru          | 3 | 2 | 1 | 0 | 7  | 2  | +5 | 5   |
| Países Baixos | 3 | 1 | 1 | 1 | 5  | 3  | +2 | 3   |
| Escócia       | 3 | 1 | 1 | 1 | 5  | 6  | −1 | 3   |
| Irã           | 3 | 0 | 1 | 2 | 2  | 8  | −6 | 1   |

| Team      | J | V | E | D | GM | GS | SG  | Pts |
| --------- | - | - | - | - | -- | -- | --- | --- |
| Argentina | 3 | 2 | 1 | 0 | 8  | 0  | +8  | 5   |
| Brasil    | 3 | 2 | 1 | 0 | 6  | 1  | +5  | 5   |
| Polónia   | 3 | 1 | 0 | 2 | 2  | 5  | −3  | 2   |
| Peru      | 3 | 0 | 0 | 3 | 0  | 10 | −10 | 0   |

| Team               | J | V | E | D | GM | GS | SG | Pts |
| ------------------ | - | - | - | - | -- | -- | -- | --- |
| Países Baixos      | 3 | 2 | 1 | 0 | 9  | 4  | +5 | 5   |
| Itália             | 3 | 1 | 1 | 1 | 2  | 2  | 0  | 3   |
| Alemanha Ocidental | 3 | 0 | 2 | 1 | 4  | 5  | −1 | 2   |
| Áustria            | 3 | 1 | 0 | 2 | 4  | 8  | −4 | 2   |

## O jogo

### Resumo

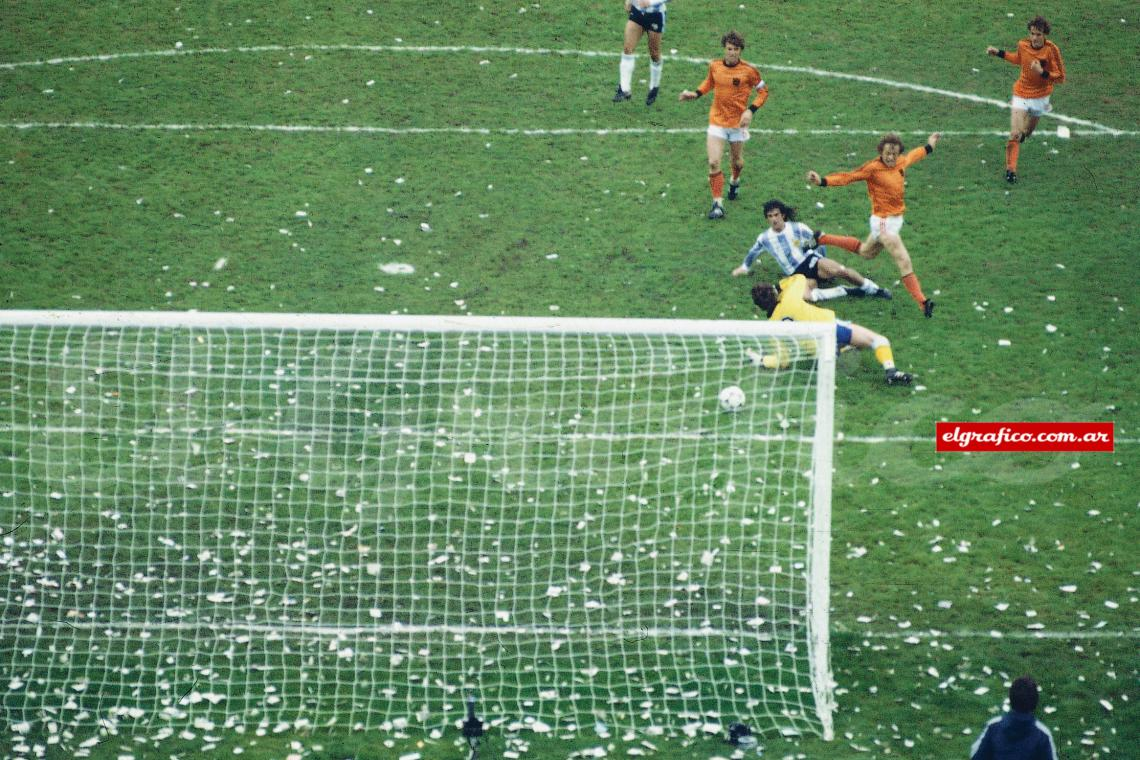
Mario Kempes marca o primeiro golo do jogo

O início da final foi carregado de polémica, já que os Holandeses acusaram os Argentinos de usar táticas para atrasar a partida, aumentando a tensão diante de uma multidão hostil de Buenos Aires. A equipe anfitriã entrou em campo cinco minutos atrasada, depois que o público foi levado ao frenesi. Os Argentinos também questionaram a legalidade de um molde de gesso no pulso de René van de Kerkhof, apesar de ele o ter usado em jogos anteriores sem objecções, fazendo com que os Holandeses ameaçassem sair do campo; o árbitro Italiano, Sergio Gonella, acatou as queixas e forçou Van de Kerkhof a aplicar um curativo extra. Em retaliação, a seleção Holandesa recusou-se a comparecer às cerimónias pós-jogo.
A própria partida teve muitas faltas e uma atmosfera hostil. Fita adesiva e os confetes no estádio caíram no relvado. Mario Kempes marcou o primeiro golo da partida, batendo Jan Jongbloed a 12 jardas de distância. A Holanda quase empatou quando Rob Rensenbrink aproveitou um passe de cabeça de René van de Kerkhof, mas o remate foi travado pela chuteira de Ubaldo Fillol. Os Holandeses acabariam por empatar quando um cruzamento de René van de Kerkhof encontrou o substituto Dick Nanninga, que marcou de cabeça o empate. Os Holandeses poderiam ter vencido o jogo nos minutos finais, quando Rensenbrink dominou uma bola longa e bateu Fillol, mas o remate bateu na trave e foi para fora e a partida foi para o prolongamento. Kempes eventualmente marcaria o golo da vitória aos 105 minutos depois de correr para a área, evitando duas tentativas de desarme dos jogadores holandeses ao fazê-lo. O remate de Kempes foi defendido por Jongbloed e Kempes saltou para evitá-lo, mas a bola ressaltou em Jongbloed e acertou em Kempes duas vezes, primeiro no joelho, depois no pé, antes de acertar a cabeça de Jongbloed, tudo antes mesmo de Kempes ter pousado. A bola subiu muito alto e dois jogadores Holandeses correram para tirar a bola da baliza aberta. Embora o golo tenha sido oficialmente dado a Kempes, a repetição por detrás da baliza mostrou que a bola poderia ter tocado em Wim Suurbier por último.
Daniel Bertoni fechou o jogo no segundo tempo do prolongamento, depois que Kempes fez uma longa investida na área e foi derrubado por um defesa Holandês. A bola ressaltou várias vezes antes de cair aos pés de Bertoni, que teve uma visão clara da baliza dentro da área. Jongbloed estava fora de posição, permitindo que Bertoni marcasse facilmente.

### Detalhes
| 25 de junho de 1978 | Argentina                       | 3 – 1                             | Países Baixos | Estádio Monumental de Núñez, Buenos Aires   |
|                     | Bertoni 116' · Kempes 38', 105' | 1-1 2 – 0 (prorrogação) Relatório | Nanninga 82'  | Público: 71 483 Árbitro: ITA Sergio Gonella |

| Argentina | Holanda |

| GK                 | 5  | Ubaldo Fillol     |     |     |
| RB                 | 15 | Jorge Olguín      |     |     |
| CB                 | 7  | Luis Galván       |     |     |
| CB                 | 19 | Daniel Passarella |     |     |
| LB                 | 20 | Alberto Tarantini |     |     |
| DM                 | 6  | Américo Gallego   |     |     |
| CM                 | 2  | Osvaldo Ardiles   | 40' | 66' |
| AM                 | 10 | Mario Kempes      |     |     |
| RW                 | 4  | Daniel Bertoni    |     |     |
| LW                 | 16 | Oscar Ortiz       |     | 75' |
| CF                 | 14 | Leopoldo Luque    |     |     |
| Substituições:     |    |                   |     |     |
| MF                 | 9  | René Houseman     |     | 75' |
| MF                 | 12 | Omar Larrosa      | 93' | 66' |
| Treinador:         |    |                   |     |     |
| César Luis Menotti |    |                   |     |     |

| GK             | 8  | Jan Jongbloed        |     |     |
| SW             | 5  | Ruud Krol            | 15' |     |
| RB             | 6  | Wim Jansen           |     | 75' |
| CB             | 22 | Ernie Brandts        |     |     |
| LB             | 2  | Jan Poortvliet       | 96' |     |
| RM             | 13 | Johan Neeskens       |     |     |
| CM             | 9  | Arie Haan            |     |     |
| LM             | 11 | Willy van de Kerkhof |     |     |
| RF             | 10 | René van de Kerkhof  |     |     |
| CF             | 16 | Johnny Rep           |     | 58' |
| LF             | 12 | Rob Rensenbrink      |     |     |
| Substituições: |    |                      |     |     |
| FW             | 18 | Dick Nanninga        |     | 58' |
| DF             | 20 | Wim Suurbier         | 94' | 75' |
| Treinador:     |    |                      |     |     |
| Ernst Happel   |    |                      |     |     |

| Árbitros assistentes Ramón Barreto (AUF) Erich Linemayr (OFB) | Regras do jogo - 90 minutos - 30 minutos de prolongamento se necessário - Repetição em 27 de Junho se terminar empatado - Duas substituições permitidas |